# Selbstreinigung
Als Selbstreinigung bezeichnet man allgemein die Fähigkeit eines Gegenstandes oder Systems, sich eigenständig und insbesondere ohne äußeren Eingriff von Verschmutzungen bzw. von spezifizierten Stoffeinträgen befreien zu können. 
Man unterscheidet primär zwischen zwei Bedeutungen:
- Selbstreinigung von Oberflächen, zum Beispiel über den Lotuseffekt oder photokatalytische Selbstreinigung, aber auch technischer Verfahren wie die Pyrolyse beispielsweise bei Backöfen. Siehe auch: selbstreinigendes Glas und selbstreinigender Beton.
- Selbstreinigung biologischer bzw. ökologischer Systeme. Dabei handelt es sich sowohl um Lebewesen und deren Fähigkeit Schadstoffe abzubauen bzw. auszuscheiden, als auch die Fähigkeit komplexer Ökosysteme, selbständig mit dem Eintrag umweltfremder bzw. umweltschädlicher Stoffe fertigzuwerden.

Ein Beispiel für die Selbstreinigung von Tieren ist deren Exkretion von Endprodukten des Stoffwechsels sowie von unbrauchbaren oder schädlichen Substanzen, die mit der Nahrung aufgenommen wurden.
Die bekannteste Verwendung des Begriffes bezieht sich auf Gewässer, deren biologischer Abbauprozess organischer Verbindungen durch pflanzliche, tierische und bakterielle Organismen (Saprobionten) bei gleichzeitigem Verbrauch von Sauerstoff als Selbstreinigung bezeichnet wird. 

## Selbstreinigung von Gewässern
Die Selbstreinigungskraft von Gewässern ist abhängig vom Sauerstoffgehalt des Wassers und somit von Faktoren wie dem Boden und dem transportierten Material, von der Strukturgüte und der Wassertemperatur.
Unter Sauerstoffmangel kommt es zu anaeroben Fäulnisprozessen. Im sauerstoffreichen Wasser dagegen kann eine begrenzte Menge organischer Substanz z. B. aus Abwasser durch Bakterien, Pilze und kleinere Tiere (vgl. Destruenten) zersetzt werden. Daher ist das Selbstreinigungspotential in fließenden Gewässern höher als in stehenden Gewässern, weil der Eintrag von Luftsauerstoff über die bewegte Oberfläche dort größer ist. 
Eine weitere Rolle spielt die Wassertemperatur, da bei Erwärmung des Gewässers (wie etwa durch abgeleitetes Kühlwasser) die Sauerstofflöslichkeit sinkt, sich aber die Abbauvorgänge beschleunigen. 
Als natürlicher Sauerstofflieferant dienen außerdem die Schwebalgen Phytoplankton, die Aufwuchsalgen sowie die höheren Wasser- und Uferpflanzen.
Im Zusammenhang mit der Selbstreinigung steht die Gewässergüteklassifikation von Fließgewässern nach dem System des Saprobienindex. Hierbei wird durch die Bestimmung von Indikatororganismen ein Maß für die Fracht an abbaubarem organischen Material gewonnen und nach einem normierten Verfahren klassifiziert.
Die Selbstreinigungskraft wird auch in der sogenannten biologischen Klärstufe in Kläranlagen nutzbar gemacht. 
Etwas weiter definiert umfasst die Selbstreinigung folgende Aspekte:
- Mikrobiell: mikrobiologische Umwandlung von organischen und anorganischen Stoffen
- Chemisch: Auflösungs- und Ausfällungsprozesse, Sorption und Desorption, Umwandlung von organischen und anorganischen Stoffen
- Physikalisch: Verdünnung, Sedimentation, Filtration und Ausgasung

### Vorteile der Selbstreinigung
Mit dem Begriff Selbstreinigung ist die Fähigkeit der Gewässer gemeint, organische Gewässerverschmutzung oder Belastungen abbauen zu können. 
Durch die oben beschriebenen Prozesse werden solche Belastungen „abgebaut“ und somit in eine weniger komplexe – nicht mehr zwingend organische – Verbindung überführt (aus organischen Verbindungen werden z. B. mineralische Salze). Manche Vorgänge entfernen tatsächlich Substanz – Nährstoffe – aus dem Gewässer und verhindern somit automatisch eine Eutrophierung und dadurch auch das Umkippen des Sees, solange die anthropogene Schadstoffbelastung nicht zu groß ist:
- Langfristige Umwandlung der Schadstoffe in Dünger und anschließend in lebende Biomasse (z. B. Produzenten wie Phytoplankton, Konsumenten wie Fische und Enten)
- Ausgasung von Stickstoff, CO2 oder NH3 (Ammoniak)

### Kritische Betrachtung
Die Selbstreinigung des Gewässers versagt bei zu großer Schadstoffbelastung oft aus folgenden Gründen:
Eine Teilmenge der Phosphate und Nitrate bleibt düngewirksam im Gewässer und trägt in jedem Fall zur Eutrophierung bei. Ein Teil davon wird zwar zunächst sedimentiert (siehe auch: Phosphatfalle), aber beim Auftreten von Sauerstoffmangel über dem Sediment wird es wieder zurückgelöst (vgl. Umkippen). Auch Filtration und Sorption wirken nur vorübergehend entlastend.
Auch die als Vorteil erwähnte Umwandlung in lebende Biomasse stellt keine wirkliche Entlastung dar. Die Biomasse nimmt am Stoffkreislauf des Gewässers teil. Sie führt z. B. wieder zur vermehrten Detritusbildung (z. B. abgestorbene Pflanzen, Kot), der wiederum von den Destruenten zu Düngesalzen mineralisiert wird. Diese Nährstoffe, und damit die Gewässerbelastung, bleiben also dem Gewässer erhalten.
Die Selbstreinigungskraft bezieht sich dabei auf organische Einträge, wie sie in der Natur vorkommen, z. B. Laubfall, Totholz, Einträge aus Sümpfen, Mooren. Die anthropogenen Einträge aus Industrie und Landwirtschaft überschritten die Selbstreinigungskraft der Gewässer in der Vergangenheit bei weitem. Die Selbstreinigungskraft der Gewässer wurde zudem durch den technischen Gewässerverbau (Begradigung und Befestigung) herabgesetzt. Keinerlei Selbstreinigungskraft haben die Gewässer gegenüber vielen anthropogenen Schadstoffen wie Schwermetallen, vielen Pestiziden und Industrieabfallstoffen, für die es keine Stoffwechselwege in den Wasserorganismen gibt.
Die Erhöhung oder Wiederherstellung der natürlichen Selbstreinigungskraft der Gewässer ist eines der Ziele bei der Renaturierung von Fließgewässern.